# Уфимское и Симбирское генерал-губернаторство
Уфи́мское и Симби́рское генерал-губернаторство — генерал-губернаторство Уфимского и Симбирского наместничеств в 1781—1796 годах.

## История
Симбирское наместничество образовано по указу «Об учреждении Симбирского наместничества» от 15 сентября 1780 года Императрицы Екатерины II.
13 июня 1781 года Уфимская провинция Оренбургской губернии и Симбирское наместничество объединены в одно генерал-губернаторство.
Уфимское наместничество образовано 28 декабря 1781 года по указу «Об учреждении Уфимского наместничества из двух областей, Уфимской и Оренбургской, и о разделении оных на уезды» от 23 декабря 1781 года Императрицы Екатерины II, в основу которого положен проект И. В. Якоби с небольшими изменениями. Сам проект утверждён 29 апреля 1782 года.
Указом «О новом разделении Государства на Губернии» от 12 декабря 1796 года Императора Павла I, генерал-губернаторство разделено — 15 января 1797 года Уфимское наместничество переименовано в Оренбургскую губернию, и образована Симбирская губерния.

## Генерал-губернаторы
Генерал-губернатор именовался Уфимским и Симбирским, и руководил двумя наместничествами, в независимости от которых канцелярия генерал-губернатора располагалась и в Уфе, и в Симбирске:
- 1781—1782 (1782—1783) — Иван Варфоломеевич Якоби
- 1783—1784 — Аким Иванович Апухтин
- 1784—1792(1791) — Осип Андреевич Игельстром (1789—1792 — формально)[20][21]
- 1793—1794 — Отто Иванович Дерфельден (формально)
- 1789(1785)—1794 — Александр Александрович Пеутлинг (фактически) — наместник Уфимского наместничества[22].
- 1794(1795)—1796 — Сергей Козьмич Вязмитинов